# In Absentia (musikalbum)
In Absentia är det sjunde studioalbumet av det brittiska progressiv rock bandet Porcupine Tree, släppt den 24 september 2002. Det var deras första släpp på ett större skivbolag, Lava Records. Det är på plats tre på Metal Storms lista över de 20 bästa albumen från 2002, och nummer 42 på deras lista över de 100 bästa skivorna någonsin. Skivan är bandets första med Gavin Harrison, som ersatte Chris Maitland som trummis/slagverkare. Skivan är också bandets första med en tyngre, mer hårdrockig stil.

In absentia är latin och betyder "i sin frånvaro".

## Koncept
Trots att bandmedlemmarna aldrig har uttalat sig i frågan anser många fans att In Absentia är ett konceptalbum. Det sägs vara en undersökning av orsakerna bakom vansinne och seriemord, berättad genom en mans historia, från barndom till giftermål, som demonstreras i låtarna.
Steven Wilson är generellt tystlåten angående meningen bakom texterna, eftersom de (speciellt på In Absentia) är öppna för tolkning. Han har sagt att han vill att texterna ska gå att förstå inte bara som en del av skivans koncept (seriemördare, våldtäktsmän, pedofiler, och andra "avvikande"), men också objektivt, utifrån vad lyssnaren utgår ifrån och antar kring dem. Låten "Gravity Eyelids" har till exempel en text som antyder en koppling till konceptet, men Wilson har också nämnt att den skrevs om "en kväll vid Döda Havet". Den erotiska känslan i texten gör att det också är lätt att tolka den som en kärlekssång.
Förutom The Sound of Muzak, som är tydlig kritik mot skivindustrin, och Wedding Nails, som är instrumental, har alla låtarna textrader som kan kopplas till temat. Vissa är vaga och svåra att koppla: Trains, som Wilson har förklarat som en låt om sin barndoms somrar, innehåller raden "you're tying me up", vilket är tematiskt kopplat till texten i The Creator Has a Mastertape, som mer uppenbart handlar om en maktmissbruk inom familjen.
Generellt verkar skivans första halva vara mer ljusare, och mer vagt kopplad till konceptet, samtidigt som musiken är mildare och gladare. Skivan går in i sin mörkare andra halva med låten .3. Denna halva innehåller The Creator Has a Mastertape och Strip the Soul, som båda beskriver familjer ärrade av misshandel, och till och med mord. Texterna innehåller dock alltid tillräckligt mycket flertydighet för att lyssnaren ska kunna skapa sig sin egen bild av vad som inspirerade låten. Den sista låten på skivan Collapse The Light Into Earth är mildare och gladare, och påminner därmed mer om de första 8 låtarna.

## Låtlista
Text och musik av Steven Wilson, om inget annat anges.
1. Blackest Eyes - 4:23
2. Trains - 5:56
3. Lips of Ashes) - 4:39
4. The Sound of Muzak - 4:59
5. Gravity Eyelids - 7:56
6. Wedding Nails - 6:33
7. Prodigal - 5:32
8. .3 - 5:25
9. The Creater Had a Mastertape - 5:21
10. Heartattack In a Layby - 4:15
11. Strip the Soul - 7:21
12. Collapse the Light into Earth - 5:54

## Musiker
- Steven Wilson – sång, gitarr, piano
- Gavin Harrison – trummor, slagverk
- Colin Edwin – Elbas
- Richard Barbieri – analog synth, mellotron, hammondorgel

### Gästmusiker
- Aviv Geffen – bakgrundssång (på "The Sound of Muzak" och "Prodigal")
- John Wesley – bakgrundssång (på "Blackest Eyes", "The Sound of Muzak", och "Prodigal"), gitarr (på "Blackest Eyes"), stråkarrangemang